# ناتالیا (ویکتوریا)
ناتالیا (به انگلیسی: Nathalia) یک شهرک در استرالیا است که در ویکتوریا (استرالیا) واقع شده‌است.